# Crepatura
Crepatura is een monotypisch geslacht van schimmels behorend tot de familie Phanerochaetaceae. De typesoort is Crepatura ellipsospora.